# Bethe-Sommerfeld-Vermutung
Die Bethe-Sommerfeld-Vermutung ist eine mathematische Vermutung aus der Spektraltheorie der Schrödinger-Operatoren, welche sagt, dass die Anzahl der Lücken im Spektrum eines Schrödinger-Operators mit periodischem Potential in Dimension {\displaystyle d\geq 2} endlich ist. Für ein Potential, welches gewisse Glattheitsbedingungen erfüllt, wurde die Vermutung 2008 von Leonid Parnowski bewiesen.
Die Bethe-Sommerfeld-Vermutung ist nach den deutschen Physikern Arnold Sommerfeld und Hans Bethe benannt.

## Vermutung
Sei {\displaystyle V\colon \mathbb {R} ^{d}\to \mathbb {R} } ein periodisches, reelles Potential und {\displaystyle \Delta } der Laplace-Operator.
Die Anzahl Lücken im Spektrum des Schrödinger-Operators
{\displaystyle -\Delta +V(\mathbf {x} ),\quad \mathbf {x} \in \mathbb {R} ^{d}}
ist für {\displaystyle d\geq 2} endlich.

## Resultate
- 1981 bewies Wiktor Nikolajewitsch Popow und Maxim Skriganov den Fall {\displaystyle d=2}.[2]
- 1984 bewies Maxim Skriganov den Fall {\displaystyle d=3}.[3][4]
- 1998 bewies Bernard Helffer und Abderemane Mohamed den Fall {\displaystyle d=4}.[5]
- 2008 bewies Leonid Parnowski die Vermutung unter Glattheitsbedingungen für das Potential.[6]